# リベルタード1
リベルタード1（Libertad 1、自由の意）はコロンビアのSergio Arboleda大学の宇宙計画により作製されたCubeSat。2007年4月17日にカザフスタンのバイコヌール宇宙基地からドニエプルによって打ち上げられ、コロンビア初の人工衛星となった。
大学との通信を行うためテレメトリー装置が搭載されている。当初は50日の寿命だと予想されていたが、打上げから2年後の報道では今なお衛星は機能しており、コロンビア上空を1日2回通過するたび情報を送信しているという。